# Crusnes
Crusnes (luxemburgisch: Krongen) ist eine französische Gemeinde mit 1559 Einwohnern (Stand 1. Januar 2022) im Département Meurthe-et-Moselle in der Region Grand Est (bis 2015 Lothringen). Sie gehört zum Arrondissement Val-de-Briey und ist Mitglied im Gemeindeverband Communauté de communes Cœur du Pays-Haut. Die Bewohner werden Crusnois und Crusnoises genannt.

## Geographie
In Crusnes entspringt der gleichnamige Fluss Crusnes, ein Nebenfluss der Chiers. Crusnes befindet sich circa vier Kilometer südlich von Villerupt. Nachbargemeinden sind Villerupt im Norden, Audun-le-Tiche im Nordosten, Aumetz im Osten, Errouville im Süden und Bréhain-la-Ville im Westen. Südlich des Gemeindekerns verläuft die Route nationale 52 (N 52).

## Geschichte
Der Ort wurde 636 erstmals als Cruna Fluviolu erwähnt.

### Bevölkerungsentwicklung
| Jahr                       | 1962 | 1968 | 1975 | 1982 | 1990 | 1999 | 2006 | 2019 |
| -------------------------- | ---- | ---- | ---- | ---- | ---- | ---- | ---- | ---- |
| Einwohner                  | 2615 | 2186 | 1843 | 1590 | 1660 | 1602 | 1604 | 1568 |
| Quellen: Cassini und INSEE |      |      |      |      |      |      |      |      |

## Sehenswürdigkeiten
- Kirche Saint-Léger in Crusnes, 1860 erbaut
- Kirche Sainte-Barbe in Crusnes-Cités, 1937–1939 erbaut, seit 1990 als Monument historique klassifiziert

## Persönlichkeiten
- Kazimir Hnatow (1929–2010), ehemaliger französischer Fußballspieler, geboren in Crusnes